# Oenothera odorata
Oenothera odorata là một loài thực vật có hoa trong họ Anh thảo chiều. Loài này được Jacq. mô tả khoa học đầu tiên năm 1795.

## Hình ảnh

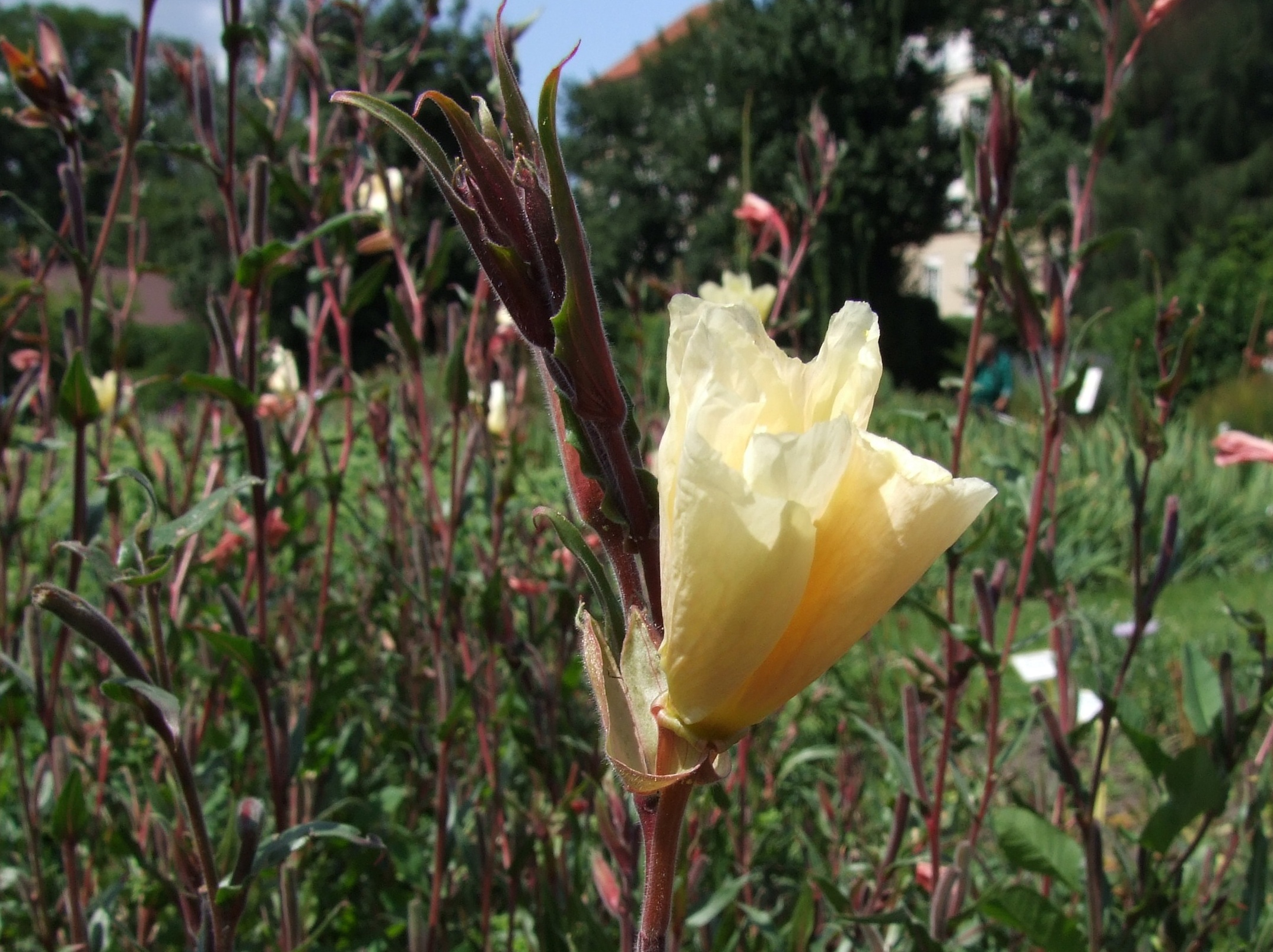
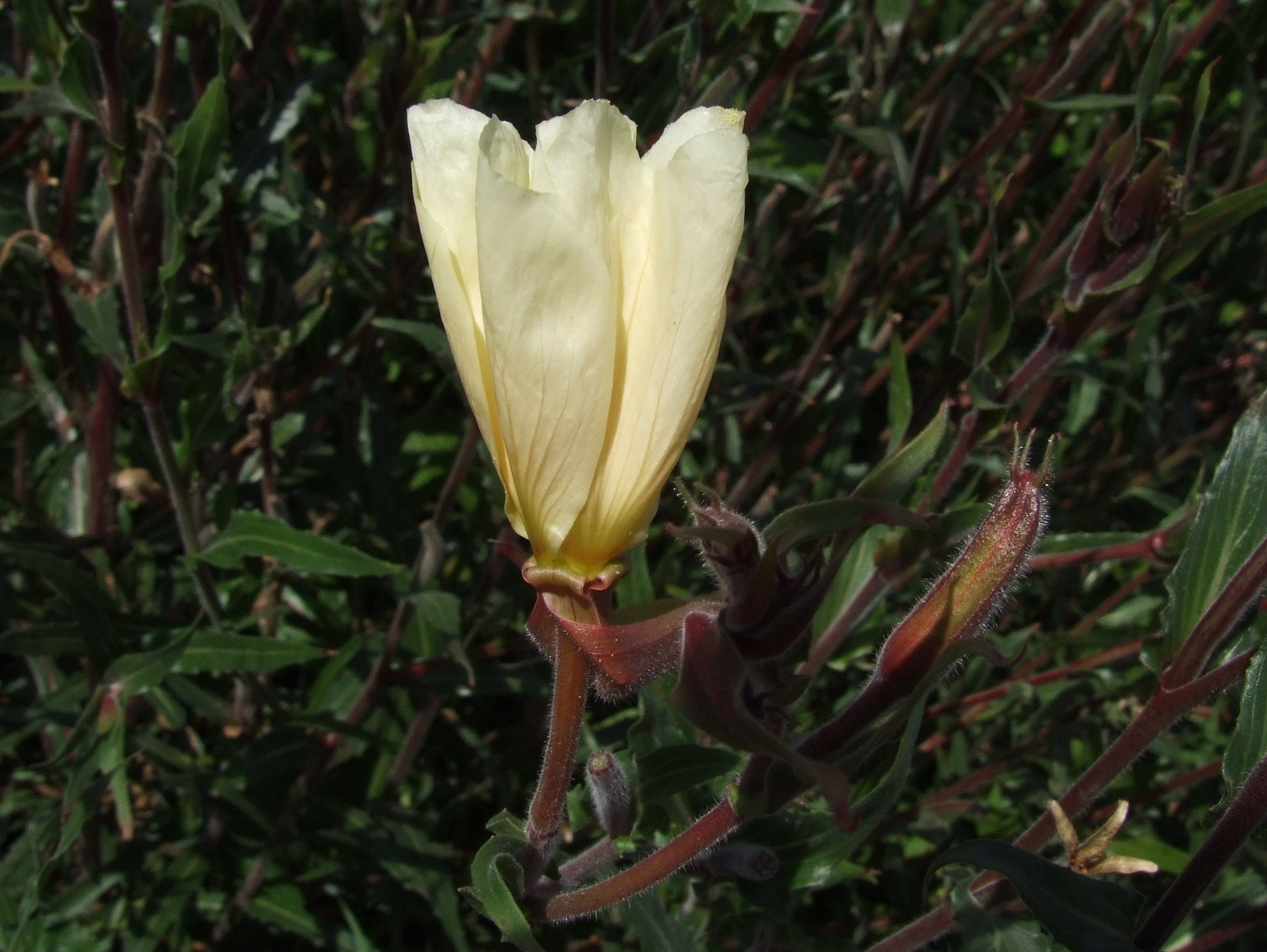
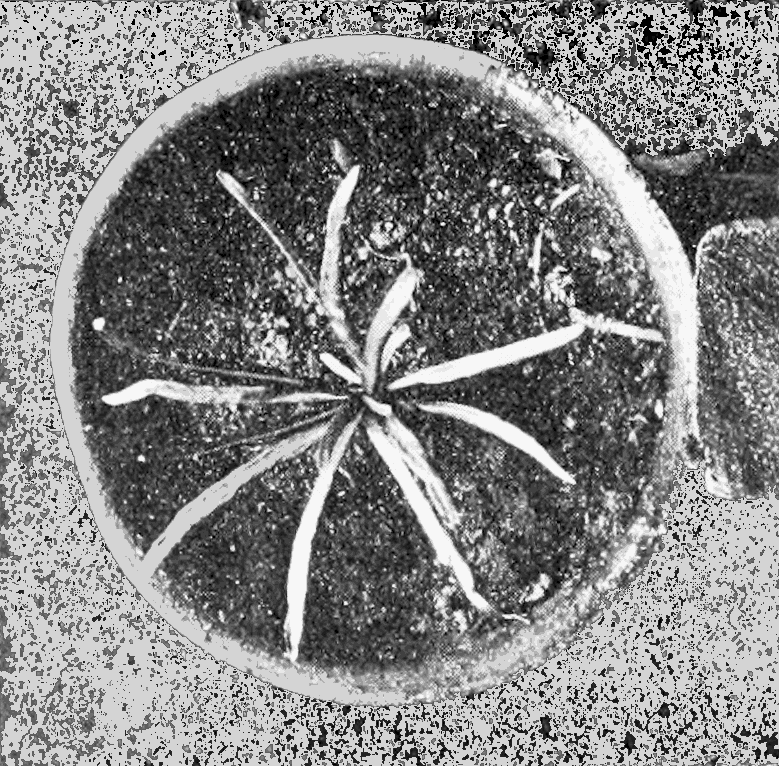
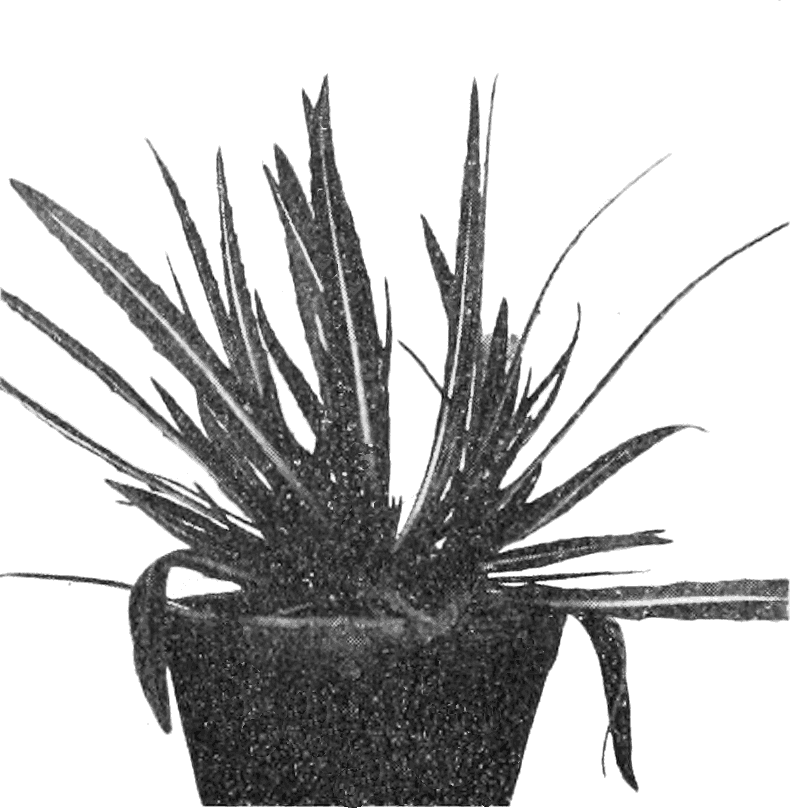